# Овильо
Овильо (итал. Oviglio) — коммуна в Италии, располагается в регионе Пьемонт, в провинции Алессандрия.
Население составляет 1243 человека (2008 г.), плотность населения составляет 46 чел./км². Занимает площадь 27 км². Почтовый индекс — 15026. Телефонный код — 0131.
Покровителями коммуны почитаются святой мученик Феликс Римский , празднование 29 июля, и святая Агафья, празднование в первое воскресение августа.

## Демография
Динамика населения:

## Администрация коммуны
- Официальный сайт: